# Mazus lanceifolius
Mazus lanceifolius är en tvåhjärtbladig växtart som beskrevs av William Botting Hemsley. Mazus lanceifolius ingår i släktet Mazus och familjen Mazaceae. Inga underarter finns listade i Catalogue of Life.